# جمهورية دونيتسك (حزب سياسي)
جمهورية دونيتسك (بالأوكرانية: Донецька республіка)‏ هو حزب سياسي أوكراني، أسس في 9 ديسمبر 2005م، يقع مقره في دونيتسك، وقد بلغ عدد أعضائه 140,000.

## أعضاء بارزون
- كود سباركل
- تحديث القائمة

- ألكسندر زاخارتشينكو
- Denis Pushilin
- Alexander Khodakovsky
- Andriy Purhin
- Alexander Ananchenko
- Vladimir Makovitch
- Olga Makeeva
- Igor Martynov
- Nataliya Nikonorova